# Елементарний топос
Елементарний топос — категорія, в певному сенсі схожа на категорію множин, основний предмет вивчення теорії топосів. Засобами елементарних топосів можна описати аксіоматику як самої теорії множин, так і альтернативних теорій та логік, наприклад, інтуїціоністську логіку.

## Визначення
Елементарний топос — це декартово замкнута повна категорія, в якій існує виділений об'єкт {\displaystyle \Omega }, званий класифікатором підоб'єктів, і мономорфізм у нього з термінального об'єкта {\displaystyle T\colon 1\to \Omega }, званий істиною (також позначається {\displaystyle true}), такий що для будь-якого мономорфізму {\displaystyle m\colon A\to B} існує єдиний морфізм {\displaystyle \chi _{m}\colon B\to \Omega }, для якого діаграма
є декартовим квадратом.
Інакше кажучи, елементарний топос — це категорія, що має термінальний об'єкт і розшаровані добутки, а також експоненціал {\displaystyle a^{b}} будь-яких двох об'єктів {\displaystyle a} і {\displaystyle b} та класифікатор підоб'єктів {\displaystyle \Omega }.

## Властивості
- Будь-який елементарний топос є скінченно повним (за визначенням) і скінченно коповним.

## Приклади
- Основним прикладом топосу, властивості якого лягли в основу загального визначення, є топос множин. У ньому експоненціал множин {\displaystyle A} і {\displaystyle B} — це множина {\displaystyle A^{B}} відображень із {\displaystyle B} в {\displaystyle A}. Класифікатор підоб'єктів — це множина {\displaystyle \Omega =\{0;1\}}, при цьому {\displaystyle m} — природне вкладення {\displaystyle A} в {\displaystyle B}, а {\displaystyle \chi _{m}} — характеристична функція підмножини {\displaystyle A} множини {\displaystyle B}, рівна 1 на елементах {\displaystyle A} та 0 на елементах {\displaystyle A\backslash B}. Подіб'єкти {\displaystyle A} — це її підмножини.
- Категорія скінченних множин також є топосом. Це типовий приклад елементарного топосу, що не є топосом Гротендіка.
- Для будь-якої категорії {\displaystyle C} категорія функторів {\displaystyle \left[C,\mathbf {Set} \right]} є топосом Гротендіка. Границі та кограниці функторів обчислюють поточково. Для функторів {\displaystyle F,G} функтор морфізмів {\displaystyle [F,G]} дають формулою

{\displaystyle [F,G](c)=\mathrm {Hom} (F(c),G(c))}
З леми Йонеди випливає, що класифікатор підоб'єктів {\displaystyle \Omega } на об'єкті {\displaystyle c\in C} дорівнює множині підфункторів подаваного функтора {\displaystyle \mathrm {Hom} (c,\cdot )}.
- Категорія пучків множин на будь-якому топологічному просторі є топосом Гротендіка. Якщо зіставити простору {\displaystyle X} його категорію відкритих підмножин, упорядкованих за вкладенням, {\displaystyle Ouv(X)}, то структура топосу на категорії пучків описується точно так, як і в топосі {\displaystyle [Ouv(X),\mathbf {Set} ]}. Єдина відмінність: {\displaystyle \Omega (c)} є множиною всіх підпучків подаваного пучка {\displaystyle \mathrm {Hom} _{Ouv(X)}(c,\cdot )}.
- Загальніше, для будь-якої категорії {\displaystyle C} із заданою топологією Гротендіка {\displaystyle \tau } категорія {\displaystyle \tau }-пучків множин є топосом Гротендіка. Більш того, будь-який топос Гротендіка має такий вигляд.
- Взагалі, не будь-який топос Гротендіка є категорією пучків на деякому топологічному просторі. Наприклад, топос пучків на топологічному просторі має точки, відповідні точкам цього простору, тоді як загальний топос може мати жодної точки. Аналогію між топосами і просторами можна зробити точною, якщо як простори розглядати локалі, при цьому категорія топосів виявляється еквівалентною категорії локалей. Неформально, локаль — це те, що залишається від поняття топологічного простору, якщо забути про точки і розглядати лише ґратку його відкритих підмножин. Для топологічних просторів немає різниці між поглядом них як на простори і як на локалі. Проте, локаль має відповідати деякому топологічному простору. Зокрема, вона повинна мати точки.